# Ashley Priess
Ashley Priess, (Wheaton, 8 de março de 1990) é uma ginasta estadunidense que compete em provas de ginástica artística.
Priess fez parte da equipe dos Estados Unidos que disputou o Campeonato Mundial de Aarhus, em 2006, na Dinamarca, e conquistou a medalha de bronze coletiva ao lado das companheiras Jana Bieger, Chellsie Memmel, Nastia Liukin, Alicia Sacramone e Natasha Kelley. Afastada da seleção principal, passou a competir no NCAA Championships, entre as universidades.